# Llista de directors de cinema nigerians
Els directors nigerians i les seves respectives pel·lícules són:
- Adewale Adenouga:Papa Ajasco, llargmetratge (LM) de 1984.[1]
- Bayo Aderohunmu: Kanna Kanna, llargmetratge de ficció de 1986[2]
- Adedeji Adesanya: Vigilante (l'Alerte), LM de ficció de 1988.[2]
- Afolafi Adesanya: Ose Sango, LM de ficció de 1991.[2]
- Jab Adu: Bisi Daughter of the River, LM de ficció de 1977.[3]
- Newton I. Aduaka: On the Edge, curtmetratge de ficció de 27 minuts de 1997 en anglès; Rage, llargmetratge de 90 minuts de 1999; Carnaval of Silence i Behind the wall.[3]
- Adeyemi Afolayan (àlies Ade Love): autor, actor, productor i fundador del teatre Ade Love. Nascut a Agbamu el 1940. Ha dirigit diversos films entre el 1977 i el 1992.[3]
- Kunle Afolayan, actor i director, fill d'Adeyemi Afolayan.
- Mukaila Ajaga: Egunleri, LM de ficció de 1985 i Akoni, LM de ficció de 1989.[4]
- Tunde Alabi-Hundeyin: Ireke Onibudo, LM de 1983 en ioruba.[5]
- Segun Alli: Ogun Idile, LM de ficció de 1983.[6]
- Duniyi Areke:Disillusion LM de ficció de 110 minuts de 1991.[7]
- Mikaila Ataga: Egunleri, LM de ficció de 1985.[8]
- Bayo Awala: The Young Ones, Adio Family, Turning Wheel i Jagua Nana's Daughter.[9]
- Saddik Balewa: va néixer a Bauchi el 1955 i va estudiar a la National Film and TElevision School de Gran Bretanya. El 1991 va fer el llargmetratge de ficció Cette terre est la notre i altres obres seves són el llargmetratge Kufena Documentary i els curtmetratges: The wolf, City Heat, Kontry Hard i Dog Eat Dog.[10]
- Mahmood Ali Balogun: director, productor i actor. Ha dirigit el curtmetratge de ficció en anglès, A Place Called Home de 1998.[11]
- Ola Balogun: va néixer a Aba el 1945 i va estudiar a la Universitat de Dakar, de Caen i de París i a l'IDHEC de París. És director, guionista i productor. Ha fet 33 films de ficció i documentals.[12]
- Bello Bankole: va néixer a Igaara el 1945. Enginyer de so i director. Treballà com a assistent d'Ola Balogun en diversos films. Dirigí el llargmegratge en ioruba Efunsetan Aniwura el 1982 i Oselu el 1986.[13][14]
- Omah Diegu: The Snake in my Bed, llargmetratge de ficció de 90 minuts de 1994.[15]
- Andrew Waheed Dosunmu: Director de videos musicals i director del film de ficció de 46 minuts, Hot Irons de 1998.[16]
- Sanya Dosunmu: Ha dirigit: Dinner with the Devil, llargmetratge de ficció de 1975 i Village Head Master.[16]
- Lola Fani-Kayode: Directora del llargmetratge Iwa de 1986 i del film Mind Bending.[17]
- Adeola Folarin: director del film de ficció de 45 minuts en anglès, Hush Little Baby de 1999.[18]
- Adamu Alhaji Halilu. Va néixer a Gardika i va estudiar a Londres i Itàlia. És considerat el primer cineasta a fer una pel·lícula en hausa (Mama Learns a Lesson, de 1963).[19] Ha col·laborat en més de 70 documentals i fou fundador executiu en cap de la Nigerian Film Corporation.[20]
- Bayo Imegbore: Director dels curtmetratges documentals Lagos (1965) i Nigeria (1968).[21]
- Horacio Jones: Director del documental curtmetratge Aguela, de 1965 i del llargmetratge de ficció Deux hommes et une chevre, de 1966.[22]
- Jide Kosoko: director del llargmetratge Itunu de 1992.[23]
- Ladi Ladebo (àlies Olasubomi Oladipupo Loladebe): Va néixer el 1943 a Ijebu Odi, és productor i director de cinema. Va dirigir quatre llargmetratges entre el 1985 i el 1992.[24]
- Yomi Layinka: director del film Sounds of Destiny.[25]
- Ola Dr Mankinwa: director del llargmetratge Two Forces, de 125 minuts de durada.[26]
- Yusuf Mohammed: director del llargmetratge Ruwan Bagaja de 1989.[27]
- Cyril Nri: director del curtmetratge de ficció en anglès Constance de 1997.[28]
- Hubert Ogunde: va néixer el 1916 i fou autor dramàtic, director de teatre i de cinema. Va tenir una companyia de teatre. Va dirigir els llargmetratges Jaiyesinmi, de 1980 i Aropin N'Tenya, de 1982.[29]
- Moyo Ogundipe: director del llargmetratge de ficció en anglès Songbird de 1986.[30]
- Yomi Ogunmola: director dels llargmetratges en ioruba Panpe Aiye de 1988 i Ha! Enia de 1989.[30]
- Branwen Okpako: director que va cursar estudis de ciències polítiques a Bristol i estudis cinematogràfics a Alemanya. Va dirigir el curtmetratge de ficció en anglès Loveloveliebe el 1999.[31]
- Moses Olaya Adejumo (àlies Baba Sala): Director del llargmetratge de ficció en llengua ioruba, Aare Aagbaiye ou are agba iye de 1983.[31]
- Oyewole Olowomojuore: Va dirigir els llarmetratges en ioruba Anikura, de 1983; Aare Aagbaiye ou are Agba iye, de 1983; Usabi de 1986 i Omo Orukan de 1987.[31]
- Tunde Oloyede: Director del llargmetratge en ioruba Eri Okan de 1990, del llargmetratge en anglès The Palmwine Drinkard de 1964 i del llargmetratge Sons of Africa de 1971.[32]
- Rufus Omotehinse: director del llargmetratge de ficció The Wrath of Agbako de 1953.[32]
- Evelyn Onobrauche: directora del curtmetratge de ficció en video, Oghenetega, de 1996.[32]
- Ngozi Onwurah: directora de cinema i realitzadora de televisió que va estudiar al Regne Unit. Ha dirigit 6 films entre 1990 i el 1996.[32]
- Fummi Stella Osoba: ha dirigit el documental de 54 minuts, The dormant genius de 1990 sobre les relacions de poder entre el rei de Benin i el seu poble i sobre el treball del bronze del seu regne.[33]
- Olusegun Oyekunle: director del migmetratge de ficció Parcel Post de 1982, en el que el protagonista estima dues dones, una de blanca i una de negra, als Estats Units.[34]
- Adebayo Salami: director del llargmetratge Ogbori Elemoso de 1991.[35]
- Brendan Shehu: Va néixer el 1942 i va estudiar cinema i televisió a Londres. El 1985 fou director de la Nigerian Film Corporation i fou director de Film Unit de l'estat de Kaduna amb qui va fer 30 documentals. També ha fet diversos curtmetratges de ficció i se'n destaca el seu llargmetratge de ficció en hausa, Kulba na barna.[36]
- Wole Soyinka: escriptor, guanyador del Premi Nobel de Literatura. Va dirigir els llagmetratges en anglès Kongi's Harvest i Blues for a Prodigal.[37]
- Eddie Ugbomah: va néixer el 1943 i va estudiar periodisme i art dramàtic a Londres. Ha dirigit nou llargmetratges entre el 1977 i el 1989.[38]
- Sulé Umar: director del llargmetratge documental Maitatsine de 1988. El documental tracta sobre una guerra de religió a la ciutat de Kano que va succeir el 1980.[38]